# 温泉黄耆
温泉黄耆（学名：Astragalus wenquanensis）为豆科黄芪属的植物，是中国的特有植物。分布于中国大陆的新疆等地，生长于海拔1,700米的地区，一般生长在阳坡草原，目前尚未由人工引种栽培。